# 만다야어
만다어 또는 만다야어는 만다야교의 전례 언어이자, 이라크와 이란에 걸쳐 분포하는 만다야교도들의 공동체에서 사용되는 아람어의 동남부 방언이다. 고전 만다야어는 종교 예식에서 사용되는 전례용 언어를 말하며 이란, 이라크와 만다야인 디아스포라에서 사용된다. 한편 이란 남서부에는 여기서 유래한 신만다야어를 모어로 사용하는 수백 명의 소수 집단이 거주한다. 동아람어에 분류되며, 특히 바빌로니아 유대 아람어와 가깝다. 어휘에 페르시아어와 아카드어의 영향이 보이는데 특히 종교와 신화 관련 용어에서 두드러진다. 만다야 문자로 쓰이며 다른 동아람어처럼 모음을 대체로 표시한다.

## 같이 보기
- 만다야교
- 만다야 문자